# Каран Дмитро Борисович
Дмитро́ Бори́сович Кара́н (нар. 17 жовтня 1970, Грузьке, Київська область) — український громадський діяч, кандидат історичних наук, заступник голови Синодального управління військового духовенства Православної церкви України по роботі з волонтерами, ветеранами та їхніми сім'ями.

## Життєпис
Народився 17 жовтня 1970 року в селі Грузьке Київської області в сім'ї вчителів. Закінчив Немішаєвський радгосп-технікум за спеціальністю ветеринар-радіолог, Київську духовну семінарію, Київську духовну академію та історичний факультет Київського національного університету імені Тараса Шевченка. Здобув ступінь кандидата історичних наук. На священника висвячений 2010 року.
Неодноразово брав участь у заходах, які проводить «Соловецьке братство», зокрема в поїздках-прощах на міжнародні дні пам'яті в Сандармох (Республіка Карелія) та на Соловки (Архангельська область, Росія), а також у прощах на території України.
Учасник Євромайдану (2013—2014), входив до його духовної ради. Згодом волонтер-капелан, працював у раді душпастирської опіки при Міністерстві оборони України. Військове звання — молодший лейтенант капеланської служби.
Був заступником голови комітету зв'язків зі Збройними силами та силовими структурами Української автокефальної православної церкви. Нині — заступник голови Синодального управління військового духовенства Православної церкви України по роботі з волонтерами, ветеранами та їхніми сім'ями.